# Трудовая улица (Новосибирск)
Трудова́я улица (до 1920 года — Стевенская) — улица в Центральном районе Новосибирска. Состоит из трёх разрозненных уличных частей. Первая часть улицы начинается от улицы Орджоникидзе и заканчивается между торговым центром «Пирамида» и зданием Облпотребсоюза, примыкая к Красному проспекту. Второй уличный отрезок начинается в административно-жилом квартале между Красным проспектом и улицей Мичурина, с которой образует Т-образный перекрёсток. Третья (самая длинная часть) начинается от Каменской улицы, пересекает улицу Семьи Шамшиных и заканчивается, образуя перекрёсток с Граничным переулком и улицей Ольги Жилиной.

## Старое название
Существует версия, что первое название — Стевенская — улица получила в честь государственного деятеля Александра Христиановича Стевена.

## Исторические здания
- Дом по улице Трудовая № 5 — двухэтажный кирпичный особняк, построенный в 1915 году. Памятник архитектуры регионального значения[3][4].
- Жилой комбинат «Печатник» — комплекс из трёх зданий, построенных в 1928—1930 годах. Идея о строительстве первого комплекса принадлежала архитектору Борису Андреевичу Коршунову. Сооружение жилого комбината осуществлялось жилищным кооперативом «Печатник». Проект удалось реализовать только наполовину[5].
- Новосибирский облпотребсоюз — трёхэтажное здание, построенное в 1926 году. Северной стороной выходит на Трудовую улицу. Памятник архитектуры регионального значения.

## Организации
- Новосибирский областной Российско-Немецкий Дом
- Sibirische Zeitung plus, газета
- Департамент связи и информатизации мэрии Новосибирска
- Отдел Управления Федеральной миграционной службы России по Новосибирской области в Центральном районе